# 若纳唐·比亚比亚尼
若纳唐·卢多维克·比亚比亚尼（法語：Jonathan Ludovic Biabiany；1988年4月28日—），是一名法国足球运动员，現效力于西班牙皇家足協甲組聯賽球队安特克拉。

## 俱乐部生涯
比亚比亚尼的父母来自瓜德罗普，他出生于法国巴黎，早期在巴黎郊区的勒布朗-梅尼尔接受足球训练。2004年7月，他被意大利足球甲级联赛球队国际米兰的球探相中并以“乔纳森·贝格拉”的名字注册。2007年1月17日，他在意大利杯国际米兰主场2比0击败恩波利的比赛第76分钟替补路易斯·菲戈出场，上演职业生涯首秀。
2007年8月，比亚比亚尼被租借到意乙联赛球队切沃，但他只能为切沃的青年队出场，并没有参加正式比赛。2008年1月，他被租借到另一支意乙球队摩德纳，他担任球队的主力，在2007/08赛季下半赛季出场15次，射进1球。2008年7月，他被续租到摩德纳一年。2009年7月，比亚比亚尼租借到意甲升班马帕尔马。2010年2月1日，作为国际米兰购入一半所有权交易的一部分，帕尔马签入比亚比亚尼的一半所有权。随后国际米兰透露比亚比亚尼的身价为500万欧元，因为帕尔马购入他一半所有权的价格为250万欧元。2010年6月，国际米兰以950万欧元的价格买回帕尔马手中马里加和比亚比亚尼的一半所有权.国际米兰稍后指出由于球员身价上涨，买回比亚比亚尼一半所有权的价格为420万欧元。2010/11赛季，比亚比亚尼回归国际米兰参加意甲联赛。2010年12月18日，他在决赛射进在国际米兰的首个进球，帮助球队3比0击败TP马赞姆贝.
2011年1月28日，比亚比亚尼作为转会国际米兰协议的一部分，加盟桑普多利亚。2011年6月24日，他再次被租借到帕尔马。他在2011/12赛季联赛所有38场比赛都得到出场机会。2012年夏季，帕尔马以350万欧元买入比亚比亚尼的一半所有权。

## 荣誉
国际米兰
- 国际足联世界俱乐部杯：2010年
- 意大利超级杯：2010年